# Bâtiment situé 118-120 rue Karađorđeva à Valjevo
Le bâtiment situé 118-120 rue Karađorđeva à Valjevo (en serbe cyrillique : Зграда у Ул. Карађорђевој 118-120 у Ваљеву ; en serbe latin : Zgrada u Ul. Karađorđevoj 118-120 u Valjevu) se trouve à Valjevo, dans le district de Kolubara en Serbie. Il est inscrit sur la liste des monuments culturels protégés de la république de Serbie (identifiant no SK 884).

## Présentation

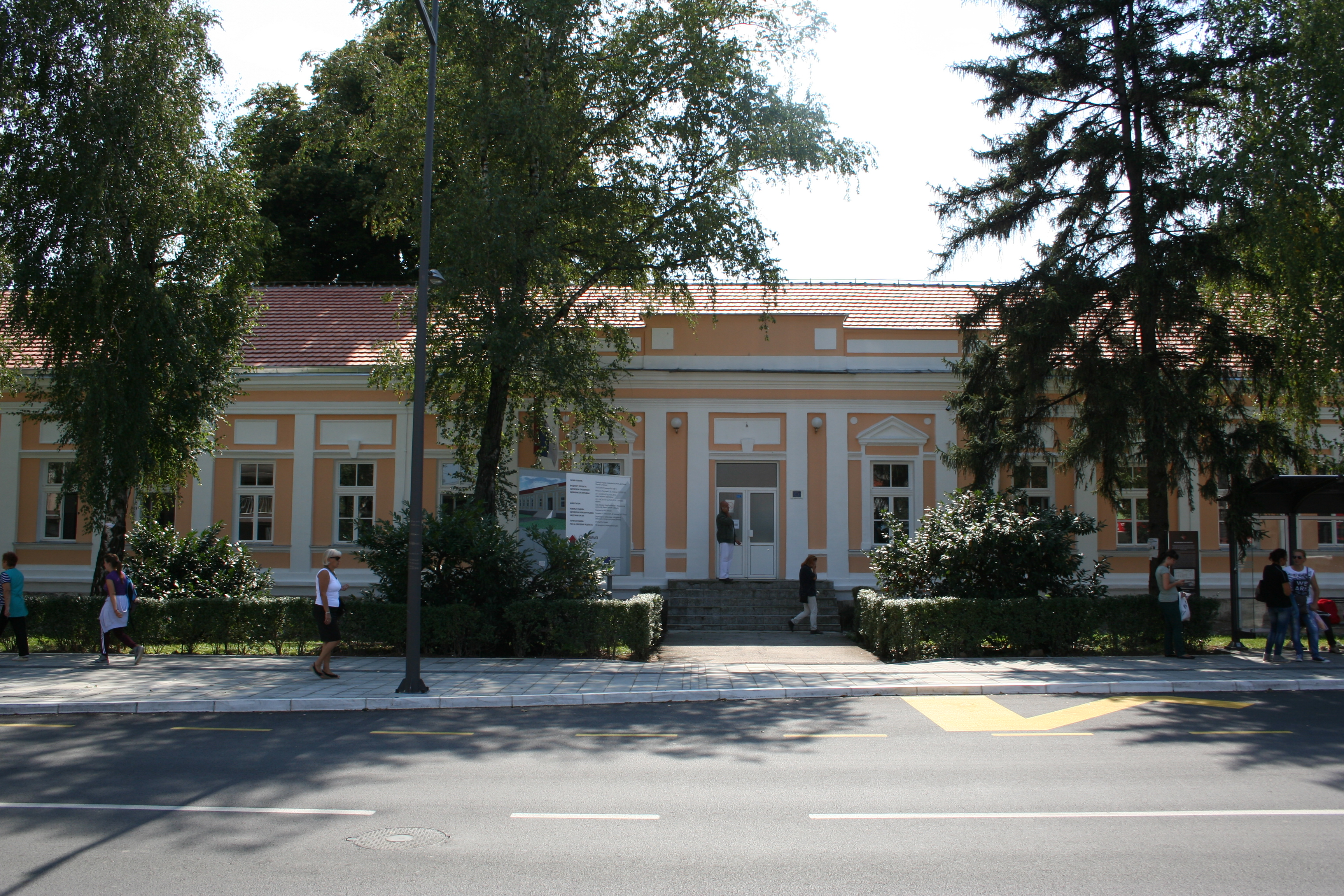
Autre vue du bâtiment.

Le bâtiment, situé 118-120 rue Karađorđeva, a été construit en 1906 sur des plans de l'architecte Danilo Vladisavljević dans un style néo-classique[réf. nécessaire]. Il fait partie de l'ensemble de pavillons l'ancienne caserne d'artillerie et, pendant la Première Guerre mondiale, il a abrité un hôpital militaire. Il accueille aujourd'hui l'école secondaire de médecine de Valjevo.
La façade sur rue est caractéristique du style néo-classique, notamment par la décoration plastique autour des fenêtres et par les pilastres qui les séparent. Quatre avancées régulièrement disposées rythment l'ensemble dont deux disposent d'un portail avec un escalier, les deux autres étant dotées de simples fenêtres[réf. nécessaire].

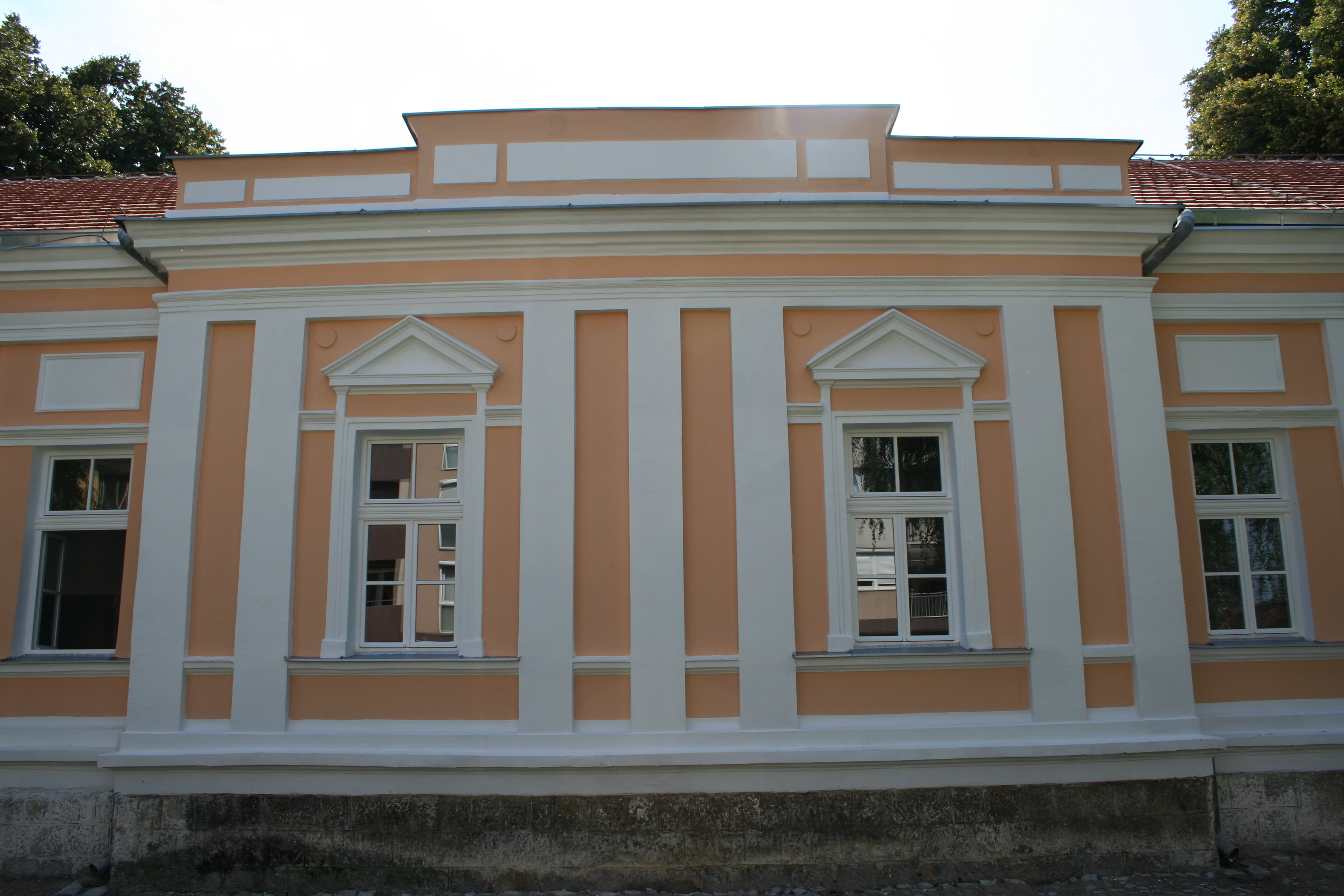
Détail de la façade.